# Јеврем Марковић
Јеврем Марковић (Зајечар, 18. мај 1839 — Аранђеловац, 5. септембар 1878) српски је социјалиста, борац у Пољском устанку 1863. године, бивши радикалски посланик и старији брат Светозара Марковића. Стрељан је 1878. године због наводног учешћа у Тополској буни. Његов гроб се налази на Јагодинском гробљу.

## Биографија
Јеврем Марковић је рођен 18. маја 1839. у Зајечару, од мајке Стане Здравковић (чији је отац био Јеремија Здравковић тадашња водећа личност Црноречког округа) и оца Радоја Марковића. Отац Радоје је био као младић писар у трговачкој компанији у власништву кнеза Милоша која се бавила увозом соли, да би потом 1833. био постављен за писара среза вражогрнског са седиштем у Рготини. Премештај за Јагодину Радоје Марковић је добио 20. новембра 1851. године и следеће године 12. фебруара постао је начелник среза Ресавског.

#### Школовање
Прва два разреда основне школе похађао је у Зајечару, док је остала два завршио у Нишевцима.
Школовање је наставио у Неготинској полугимназији, док се породица није преселила у Јагодину када је почео да похађа Крагујевачку полугимназију (1852). Четврти разред крагујевачке полугимназије завршио је јуна 1854. године, када је школовање наставио у Београду. Завршивши гимназију у Београду, уписао је 1855. године Војну академију, као питомац треће класе. Војну академију је завршио 1860. године, као четврти у класи.

#### Служба
У официра је произведен 17. августа 1860. године и прво службовање му је било у Београду, у првом ескадрону коњичког дивизиона. Почетком септембра исте године премештен је са службом у Књажевац.

#### Пруска
Српска влада је послала групу официра на стручно усавршавање у Пруску, међу којима је био и Јеврем Марковић. Официри су кренули 1. децембра 1861. за Пруску и, стигавши тамо, Јеврем бива одређен за коњичко усавршавање. Јеврем Марковић је учествовао у Пољском устанку који је почео јануара 1863. године. Био је командант једног пољског коњичког ескадрона, што је формацијски одговарало чину пуковника. Њега су пруске власти ухватиле 17. априла исте године на делу Пољске која је била под влашћу Пруске.

#### Повратак
Јеврем Марковић се враћа у Јагодину октобра 1864. године пошто је изгубио државну стипендију због учешћа у Пољском устанку. Враћен је у активну службу са чином потпоручника у пионирској полубатерији. Убрзо је постављен за професора у Артиљерској школи и даље са чином потпоручника. Чин поручника добија 1867. године, а две године касније због сукоба са намесницима даје оставку на војну службу. Радио је са Другом бугарском легијом, која је основана у Београду 1867. године, која је требало да буде окосница бугарског официрског кадра. Постао је њен командант место Јована Драгашевића. Као командант је оцењен од стране Бугара као изузетно строг, али правичан. Његова предавања су цењена, па је бугарски револуционар Васил Левски тражио да му набаве Јевремова предавања која би служила у обуци бугарских устаника. Бугарска легија је расформирана због недисциплине априла 1868. године.

#### Породица
Јеврем Марковић оженио се Јеленом Илком Бајић 24. новембра 1867. године. Нису имали деце. Илка је извршила атентат на краља Милана Обреновића 11. октобра 1882. године, да би се осветила за смрт мужа.

## Политика
Јеврем Марковић припадао је левом крилу Уједињене омладине српске, која се није слагала са политиком кнеза Михаила. И поред тога, кнез Михаило је рачунао на њега у плановима за ослобођење српског народа од стране власти. Према Јеврему Марковићу сва питања у Србији су се сводила на ослобођење и уједињење српства. После убиства кнеза Михаила Обреновића Јеврем Марковић се изјаснио за останак династије Обреновић на престолу. Под утицајем свога брата Светозара Марковића и левог крила Уједињене омладине српске окреће се унутрашњим проблемима Кнежевине Србије. Тада долази у сукоб са намесницима Миливојем Петровићем Блазнавцем и Јованом Ристићем. Њих напада преко листа Панчевац током 1869. и 1870. године. Приликом избора за посланика Народне скупштине 1869. године Јеврем Марковић је дошао у сукоб са либералима па је бачен у затвор и премештен на службовање у Чачак. Августа 1869. подноси оставку у војној служби. После тога Јеврем се још више уплео у политику, подржавао је напредне омладинце. Постаје сарадник првог социјалистичког листа Раденик где је написао серију чланака о оправданости изградње железничке пруге кроз Кнежевину Србију, где је изразио сумњу о користи пруге. У време демонстрација у Крагујевцу, познатих као Црвено барјаче, Јеврем Марковић је заједно са Николом Пашићем долазио до Крагујевца код Павла Вуковића. Кандидовао се за народног посланика 1871. године из Јагодине. Његов брат Светозар Марковић је вршио агитацију преко зборова у Јагодини, Левчу и Јасеници. Победио је владиног представника на изборима Мијалка Раденонковића са 120 према 108. Пошто ниједан није имао подршку више од половине бирача, избори су поновљени и на њима је победио владин представник услед репресије локалних и државних власти. На следећим изборима 1874. године Јеврем Марковић је и поред репресије државних власти изабран за народног посланика са 115 гласова, али је тај његов избор поништен. Велики ударац за Јеврема Марковића била је смрт његовог брата Светозара Марковића 1874. године који је умро у Трсту. Јеврем Марковић је ипак постао народни посланик после оставке народног посланика из Јагодине 1875. године.

#### Српско-турски рат
Када је Србија објавила рат Турској 1876. године, Јеврем Марковић поднео је оставку на место народног посланика и затражио да га распореде у неку војну јединицу. Постављен је на чин генералштабног мајора и био је послат у Шабачку бригаду која се борила на Јавору. Постављен је за шефа штаба Ибарске војске средином јула 1876. године. На ратишту је оболео од дизентерије, па је упућен на лечење у Јагодину и Ћуприју. Одликован је медаљом за храброст и орденом Таковског крста. Распоређен је после примирја за инспектора српске коњице у војном министарству 22. новембра 1876. године. На почетку Другог српско-турског рата постављен је за команданта Књажевачке војске. Учествовао је у ослобођењу Беле Паланке, Пирота и Ниша, чак је био постављен за команданта Пирота. Књажевачка војска је после тих успеха послата да ослобађа Косово где је стигла до линије Трпеза-Мачија стена-Хртица, где их је затекло примирје.

## Суђење
Јеврем Марковић оптужен је за учествовање у Тополској буни после чега је затворен и осуђен на смрт. Стрељан је 12. маја 1878. године у Аранђеловцу испред зграде код минералне воде.